# Distichophyllidium jungermanniaceum
Distichophyllidium jungermanniaceum är en bladmossart som beskrevs av C. Müller och Fleischer 1908. Distichophyllidium jungermanniaceum ingår i släktet Distichophyllidium och familjen Daltoniaceae. Inga underarter finns listade i Catalogue of Life.